# Pauxi unicornis
O mutum-unicórnio (Pauxi unicornis) é uma espécie de ave da família Cracidae.
Pode ser encontrada nos seguintes países: Bolívia
Os seus habitats naturais são: florestas subtropicais ou tropicais húmidas de baixa altitude e regiões subtropicais ou tropicais húmidas de alta altitude.
Está ameaçada por perda de habitat.